# Religió a Suïssa

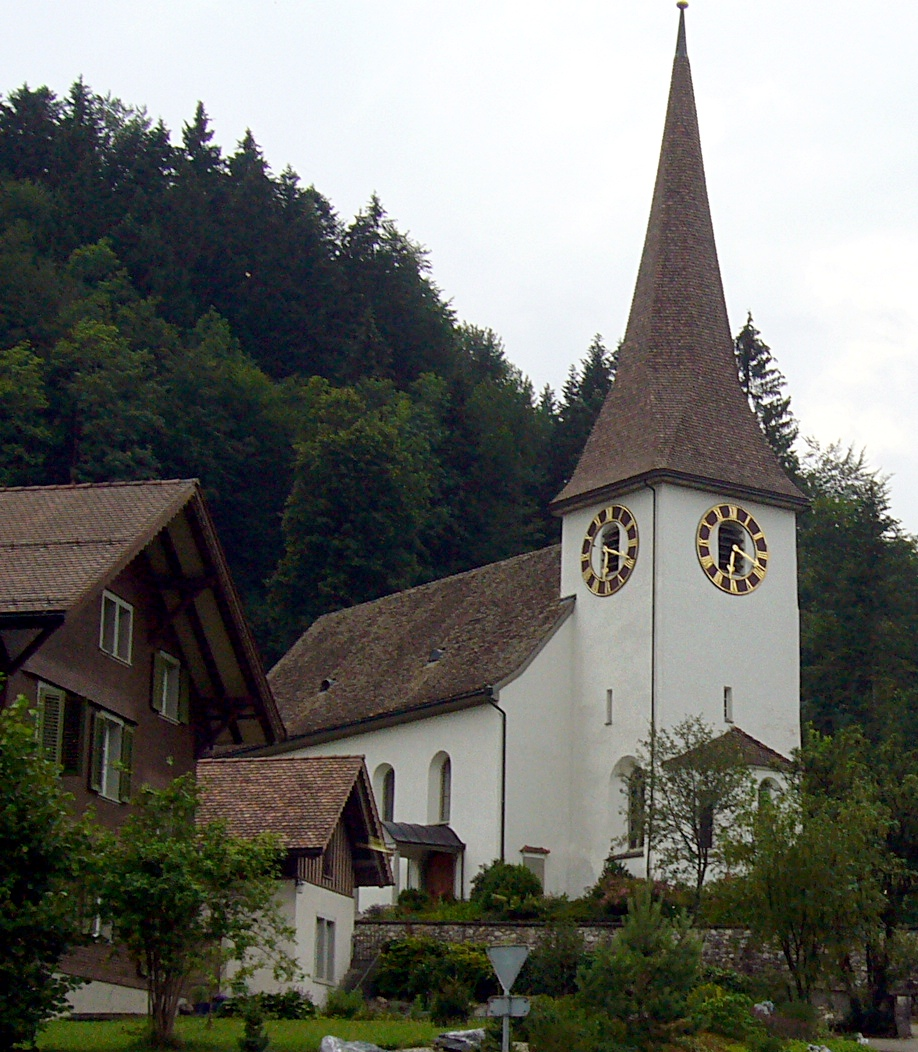
Església suïssa.

La Constitució suïssa garanteix una completa llibertat religiosa. No obstant això, els cantons poden donar suport a una o a diverses esglésies amb subvencions públiques. L'any 2018, els ciutadans de suïssa es declaraven:
- Catòlics: 36,5%
- Protestants: 45,4% (Església reformada: 40.5% Altres esglésies reformades: 4,9%)
- Cap religió: 9,9%
- Islam: 3,2%
- Altres religions: 2,4%